# Hedkärra
Hedkärra – miejscowość (tätort) w Szwecji, w regionie administracyjnym (län) Västmanland, w gminie Fagersta.
Według danych Szwedzkiego Urzędu Statystycznego liczba ludności wyniosła: 201 (31 grudnia 2015), 208 (31 grudnia 2018) i 200 (31 grudnia 2019).